# Zabielanie
Zabielanie polega na zebraniu (obrobieniu, oszlifowaniu, frezowaniu) minimalnej ilości metalu po to, by wyrównać powierzchnię. Jeśli element jest kuty czy odlewany, to zabielanie stosuje się w miejscach, gdzie zależy nam na płaskiej powierzchni.
Najczęściej stosowane jest przy obróbce twardych metali, gdy nie można przeprowadzić obróbki zgrubnej, np. po natrysku plazmowym przy regeneracji czopów wałów korbowych silników, korpusów kruszarek dynamicznych i powierzchni pod uszczelki.